# Актобе (Байзацький район)
Актобе́ (каз. Ақтөбе) — село у складі Байзацького району Жамбильської області Казахстану. Входить до складу Сазтерецького сільського округу.
Населення — 363 особи (2021; 359 у 2009, 349 у 1999, 436 у 1989).